# Джонсвилл (Мичиган)
Джо́нсвилл (англ. Jonesville) — город на территории тауншипа Фейетт в округе Хилсдейл, штат Мичиган, США.

## География
Джонсвилл расположен на юге Мичигана на пересечении автомагистралей US 12 и M-99. Площадь города составляет 7,56 км², из которых 0,08 км² занимают открытые водные пространства.

## История
Поселение было основано в 1828 году как остановка на пути Sauk Trail. В августе 2014 года статус был изменён с «деревня» на «город» (city).
Некоторое время город исполнял функции административного центра округа.

## Демография
2000 год
2337 человек, 926 домохозяйств, 623 семьи. Расовый состав: белые — 96,0 %, негры и афроамериканцы — 1,9 %, индейцы — 0,3 %, азиаты — 0,2 %, прочие расы — 0,4 %, смешанные расы — 1,2 %, латиноамериканцы (любой расы) — 1,8 %. Среднегодовой доход семьи — 41 813 долларов, 6,5 % семей и 9,9 % населения Джонсвилла находились за чертой бедности. 27,9 % населения были младше 18 лет, 8,0 % — от 18 до 24 лет, 26,4 % — от 25 до 44 лет, 22,4 % — от 45 до 64 лет и 15,2 % жителей были возраста 65 лет и старше. На 100 женщин приходилось 102 мужчины, при этом на 100 женщин старше 18 лет приходилось 93,8 совершеннолетних мужчин.
2010 год
2258 человек, 894 домохозяйств, 596 семьи. Расовый состав: белые — 95,3 %, негры и афроамериканцы — 2,1 %, индейцы — 0,3 %, азиаты — 0,9 %, прочие расы — 0,3 %, смешанные расы — 1,1 %, латиноамериканцы (любой расы) — 2,1 %. Средний возраст жителя Джонсвилла составлял 37,6 лет (средний по Мичигану — 45,5 лет): 26,3 % населения были младше 18 лет, 9,2 % — от 18 до 24 лет, 23,3 % — от 25 до 44 лет, 23,8 % — от 45 до 64 лет и 17,4 % жителей были возраста 65 лет и старше.
2012 год
По оценочным расчётам население города составляло 2237 человек.